# ليزا رايلي
ليزا رايلي (بالإنجليزية: Lisa Riley)‏ هي مقدمة تلفزيونية وممثلة بريطانية، ولدت في 13 يونيو 1976 في بري ‏ في المملكة المتحدة.

## وصلات خارجية
- ليزا رايلي على موقع IMDb (الإنجليزية)
- ليزا رايلي على موقع قاعدة بيانات الفيلم (الإنجليزية)